# Пропагатор
Пропага́тор або фу́нкція поши́рення — функція, що задає амплітуду ймовірності переходу квантової частинки, яка перебувала в певний момент часу в однієї точці простору, в іншу в інший момент часу.
Пропагатор є функцією Гріна рівняння Шредінгера. Пропагатори використовуються для функціонального формулювання квантової механіки, в якому застосовуються інтеграли Фейнмана.

## Означення
Пропагатор визначається, як матричний елемент оператора еволюції
{\displaystyle K(x,t;x^{\prime },t^{\prime })=\langle x|{\hat {S}}(t,t^{\prime })|x^{\prime }\rangle },
де пропагатор позначений K, оператор еволюції {\displaystyle {\hat {S}}}, а {\displaystyle |x\rangle } — власна функція оператора координати.
В нерелятивістській квантовій механіці пропагатор задовольняє рівнянню
{\displaystyle \left({\hat {H}}-i\hbar {\frac {\partial }{\partial t}}\right)K(x,t;x',t')=-i\hbar \delta (x-x')\delta (t-t')},
де {\displaystyle {\hat {H}}} — гамільтоніан, {\displaystyle \hbar } — зведена стала Планка.
Хвильова функція частинки в момент часу t виражається через хвильову функцію в момент часу {\displaystyle t^{\prime }<t} з використанням пропагатора через формулу
{\displaystyle \psi (x,t)=\int \limits _{-\infty }^{\infty }K(x,t;x^{\prime },t^{\prime })\psi (x^{\prime },t^{\prime })dx^{\prime }}

## Приклади

### Вільна частинка
Для вільної частинки, яка рухається в тривимірному просторі пропагатор має вигляд
{\displaystyle K(\mathbf {r} ,t;\mathbf {r} ^{\prime },t^{\prime })=K(\mathbf {r} -\mathbf {r} ^{\prime },t-t^{\prime })=\left({\frac {m}{2\pi i\hbar (t-t^{\prime })}}\right)^{3/2}\exp \left({\frac {im(\mathbf {r} -\mathbf {r} ^{\prime })^{2}}{2\hbar (t-t^{\prime })}}\right)},
де m — маса частинки.
Ця формула описує розпливання хвильового пакета з часом.

### Пропагатори у квантовій теорії поля
У квантовій теорії поля пропагатором для коваріантного поля народження і знищення
{\displaystyle \ {\hat {\Psi }}_{l}(x)=\sum _{\sigma }\int {\frac {d^{3}\mathbf {p} }{\sqrt {(2\pi )^{3}2E_{\mathbf {p} }}}}\left({\hat {a}}_{\sigma }(\mathbf {p} )e^{-ipx}u_{l}^{\sigma }(\mathbf {p} )+{\hat {b}}_{\sigma }^{\dagger }(\mathbf {p} )e^{ipx}v_{l}^{\sigma }(\mathbf {p} )\right)},
де {\displaystyle \ l} - спінорний індекс, що відповідає спіну (спіральності) {\displaystyle \ s} поля як представлення групи Пуанкаре, {\displaystyle \ \sigma } - поляризації ({\displaystyle \ 2s+1} поляризацій для масивного випадку, 1 поляризація для безмасового випадку без інваріантності представлення відносно дискретних симетрій групи Лоренца та 2 поляризації для безмасового випадку із інваріантністю відносно вказаних дискретних симетрій), 
(у координатному представленні) називається вираз
{\displaystyle \ -iD_{lm}^{c}(x-y)=\langle 0|{\hat {T}}\left({\hat {\Psi }}_{l}(x),{\hat {\Psi }}_{m}^{\dagger }(y)\right)|0\rangle \qquad (1)}.
Тут {\displaystyle \ {\hat {T}}({\hat {A}}(x){\hat {B}}(y))=\theta (x_{0}-y_{0}){\hat {A}}(x){\hat {B}}(y)\pm \theta (y_{0}-x_{0}){\hat {B}}(y){\hat {A}}(x)},
де {\displaystyle \ \pm } обирається в залежності від типу комутаційних співвідношень для операторів полів {\displaystyle \ {\hat {A}}(x),{\hat {B}}(y)} - відповідно комутаційних чи антикомутаційних.
Обмежимось пропагатором для вільної теорії. Враховуючи, що при дії на вакуум маємо {\displaystyle \ {\hat {a}}|0\rangle ={\hat {b}}|0\rangle =0}, вираз {\displaystyle \ (1)} можна переписати як 
{\displaystyle \ -iD_{lm}^{c}(x-y)=\theta (x_{0}-y_{0})\langle |[{\hat {\Psi }}_{l}^{+}(x),({\hat {\Psi }}_{m}^{+})^{\dagger }(y)]_{\pm }|\rangle \pm \theta (y_{0}-x_{0})\langle |[({\hat {\Psi }}_{m}^{-})^{\dagger }(y),{\hat {\Psi }}_{l}^{-}(x)]_{\pm }|\rangle \qquad (2)},
де {\displaystyle \ \pm } визначає антикомутатор чи комутатор відповідно. Використовуючи (анти)комутаційні співвідношення на оператори народження і знищення 
{\displaystyle \ [{\hat {a}}_{\sigma }(\mathbf {p} ),{\hat {a}}_{\sigma '}^{\dagger }(\mathbf {k} )]_{\pm }=[{\hat {b}}_{\sigma }(\mathbf {p} ),{\hat {b}}_{\sigma '}^{\dagger }(\mathbf {k} )]_{\pm }=\delta (\mathbf {p} -\mathbf {k} )\delta _{\sigma \sigma '},\quad [{\hat {a}}_{\sigma }(\mathbf {p} ),{\hat {b}}_{\sigma '}(\mathbf {k} )]_{\pm }=[{\hat {a}}_{\sigma }(\mathbf {p} ),{\hat {a}}_{\sigma '}(\mathbf {k} )]_{\pm }=...=0},
можна отримати вираз
{\displaystyle \ -iD_{lm}^{c}(x-y)=-iP_{lm}\left(i{\frac {\partial }{\partial x}}\right)D^{c}(x-y)\qquad (3)},
де 
{\displaystyle \ P_{lm}\left(p\right)=\sum _{\sigma }u_{l}^{\sigma }(p)(u_{l}^{\sigma })^{\dagger }(p)},
а 
{\displaystyle \ D^{c}(x-y)=i\theta (x_{0}-y_{0})D_{m}(x-y)+i\theta (y_{0}-x_{0})D_{m}(y-x),\quad D_{m}(x-y)=\int {\frac {d^{3}\mathbf {p} }{(2\pi )^{3}2p_{0}}}e^{ip(x-y)}} -
пропагатор для клейн-гордонівського поля спіну 0. Як можна показати, він задовольняє рівнянню
{\displaystyle \ \left(\partial ^{2}+m^{2}\right)D^{c}(x-y)=\delta (x-y)},
тому його можна представити як
{\displaystyle \ D^{c}(x-y)={\frac {i}{(2\pi )^{4}}}\int {\frac {e^{-ip(x-y)}d^{4}p}{p^{2}-m^{2}-i0}}}.
Тому, нарешті, вираз {\displaystyle \ (3)} переписується як
{\displaystyle \ D_{lm}^{c}(x-y)=P_{lm}\left(i{\frac {\partial }{\partial x}}\right){\frac {i}{(2\pi )^{4}}}\int {\frac {e^{-ip(x-y)}d^{4}p}{p^{2}-m^{2}-i0}}={\frac {i}{(2\pi )^{4}}}\int {\frac {P_{lm}\left(p\right)e^{-ip(x-y)}d^{4}p}{p^{2}-m^{2}-i0}}}.
Для найпростіших теорій (скалярної, діраківської, масивного бозону спіну 1 і безмасового бозону спіральності 1) маємо, з відомих виразів для сум по поляризаціям,
{\displaystyle \ D_{lm}^{sc.}(x-y)=D^{c}(x-y)={\frac {i}{(2\pi )^{4}}}\int {\frac {e^{-ip(x-y)}d^{4}p}{m^{2}-p^{2}-i0}}},
{\displaystyle \ D_{lm}^{d.}(x-y)={\frac {i}{(2\pi )^{4}}}(i\gamma ^{\mu }\partial _{\mu }+m)\int {\frac {e^{-ip(x-y)}d^{4}p}{m^{2}-p^{2}-i0}}},
{\displaystyle \ D_{lm}^{pr.}(x-y)={\frac {i}{(2\pi )^{4}}}\left(g_{\mu \nu }+{\frac {\partial _{\mu }\partial _{\nu }}{m^{2}}}\right)\int {\frac {e^{-ip(x-y)}d^{4}p}{m^{2}-p^{2}-i0}}},
{\displaystyle \ D_{lm}^{el.}(x-y)={\frac {i}{(2\pi )^{4}}}g_{\mu \nu }\int {\frac {e^{-ip(x-y)}d^{4}p}{-p^{2}-i0}}}.